# Steve Mesler
Steve Mesler (* 27. August 1978 in Buffalo) ist ein ehemaliger US-amerikanischer Bobsportler.

## Werdegang
Steve Mesler lebt in Calgary und wird von Brian Shimer trainiert. Seit 2001 fährt er im Bob. Zunächst war er lange Zeit Anschieber bei Todd Hays. Mit diesem fuhr er sowohl im Zweier als auch im Viererbob meist in der Weltspitze.
Viermal gewann er im Hays-Vierer Weltcuprennen. Bei der Bob-Weltmeisterschaft 2004 in Königssee gewann er im Viererbob von Hays die Bronzemedaille, 2005 in Calgary kam das Team auf Rang fünf. Saisonhöhepunkt des folgenden Jahres waren die Olympischen Spiele 2006 von Turin, wo Mesler im Hays-Vierer Siebter wurde.
In der folgenden Saison, nach Hays’ Rücktritt, begann Mesler selbst als Pilot aktiv zu werden. Nach anfänglichen Erfolgen mit vorderen Platzierungen im America’s Cup kam jedoch schnell die Ernüchterung bei hinteren Platzierungen im Weltcup. Somit fuhr er in der zweiten Saisonhälfte zumeist wieder als Anschieber, nun im Bobschlitten von Steven Holcomb. Auch mit ihm konnte er wieder große Erfolge erreichen, darunter zwei Weltcupsiege im Viererbob. Bei der WM 2007 in St. Moritz verpasste er im Bob von Holcomb als Vierter knapp eine zweite WM-Medaille.
Der Start in die Saison 2007/08 war erneut erfolgreich, in Calgary gewann er im Holcomb-Vierer sein siebtes Weltcuprennen. Bei den Olympischen Winterspielen 2010 in Vancouver gewann Mesler die Goldmedaille als Anschieber von Steve Holcomb. Dies war die erste Goldmedaille im Bobsport für die USA seit 62 Jahren.

## Auszeichnungen
- USOC Athlete of the Year (USA): 2009, 2010